# Lussemburgo ai XXII Giochi olimpici invernali
Il Lussemburgo ha partecipato ai XXII Giochi olimpici invernali, che si sono svolti dal 7 al 23 febbraio a Soči in Russia, con una delegazione composta da un atleta.

## Sci di fondo
| Gara            | Atleta      | Qualificazioni | Qualificazioni | Quarti di finale | Quarti di finale | Semifinali      | Semifinali      | Finale          | Finale          |
| Gara            | Atleta      | Tempo          | Posizione      | Tempo            | Posizione        | Tempo           | Posizione       | Tempo           | Posizione       |
| --------------- | ----------- | -------------- | -------------- | ---------------- | ---------------- | --------------- | --------------- | --------------- | --------------- |
| Sprint maschile | Kari Peters | 4'21"12        | 79             | non qualificato  | non qualificato  | non qualificato | non qualificato | non qualificato | non qualificato |